# Командарм другого рангу

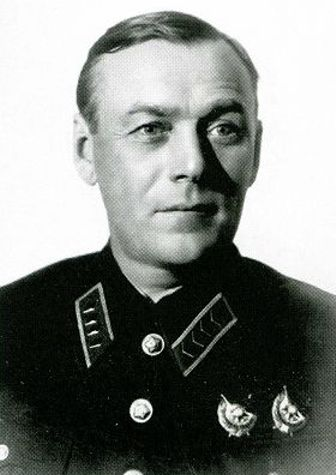
Каширін М.Д. у однострої зі знаками розрізнення командарма другого рангу

Командарм другого рангу — військове звання в РСЧА. Скорочення від «командувач армією». Введено в 1935 році, скасовано в 1940 році. Вище комкора, нижче за командарма 1-го рангу.

## Військове звання в Червоній армії СРСР

### Посада в 1922-1924 роках
Більшовицьким декретом від 10 (23) листопада 1917 року військові чини, звання та титули було скасовано. У збройних силах радянської республіки  було започатковано рівність та виборність, але як виявилося у війську все одно були необхідні командири які були б призначені на посади виходячи з їхнього досвіду та здібностей. Солдатські комітети поступово втрачають своє значення, а командири підрозділів починають знову призначатися на посади, а не обиратися. Якщо первинно було досить носити нагрудний знак «червоного командира», то подальший досвід примусив ввести більш чіткіші знаки розрізнення посад військовослужбовців командирів. 
Вперше посадові знаки розрізнення військовослужбовців РСЧА введені наказом РВРР від 16 січня 1919 року у вигляді нарукавних знаків з яскраво-червоного сукна, які нашивалися на лівий рукав гімнастерки і шинелі над обшлагом. Нашивки складалися з п'ятикутної зірки червоного кольору, під якою розміщувалися знаки розрізнення військовослужбовців. В залежності від займаємо посади  військовик мав під зіркою певну кількість червоних суконних трикутників, квадратів чи ромбів. 
Серед командного складу Червоної армії вище ланки «командир полку», знаки розрізнення на 1919 рік були передбачені для командира полку, начальника дивізії, командувач армією, командувач фронтом. Всі ці посади позначалися геометричною фігурою у вигляді ромбу. Командувач армії мав за знаки розрізнення знаки розрізнення у вигляді трьох ромбів.
З введенням в січні 1922 для особового складу РСЧА нової єдиної форми одягу знаки розрізнення військовослужбовців стали розміщувати на спеціальному клапані, який нашивався на лівий рукав шинелі і гімнастерки по середині рукава з сукна кольором по роду військ з яскраво-червоним кантом. В верхній частині клапану розміщувалася п’ятипроменева червона суконна зірка, нижче якої нашивалися посадові знаки розрізнення. У командного складу знаки розрізнення були червоні, у адміністративно-господарського складу – сині. Начальницький склад Генерального штабу мали знаки розрізнення з білого металу чи шиття. Як і раніше військовик залежності від займаємо посади мав під зіркою певну кількість суконних трикутників, квадратів чи ромбів (розміщувалися вже вертикально, замість попереднього горизонтального розміщення). Командири корпусу, командувачі армією та заступники командувач армією, мали за знаки розрізнення три ромби під зіркою. Слід зауважити, що знаки розрізнення у вигляді трьох ромбів в 1919 – 1922 роках використовували командувачі армією («командарми»). Командувачі окремою армією (як і командувачі фронтом) мали за знаки розрізнення чотири ромби. 

### Посада та службова категорія в 1924-1935 роках
20 липня 1924 року наказом РВР СРСР № 807, для начальницького складу РСЧА вводяться службові категорії, які згідно службового положення поділялися на групи (молодший, середній, старший та вищий начальницький склад). Поділ начальницького складу встановлювався за основними типовими командно-стройовими посадами, до яких дорівнювалися інші військові посади РСЧА. До категорії К-14, відносилися: командуючі фронтом, округом, армією, комісар армії.
Знаки розрізнення службових категорій стають розміщуватися на петлицях, які в свою чергу розміщувалися на комірі. Колір петлиць та їх облямівки залежав від роду військ чи служби до якої відносився військовик. Категорія військовика вказувалася знаками розрізнення у вигляді певною кількості червоних металевих емальованих трикутників – молодший, квадратів – середній, прямокутників (з 27 березня 1925 року) – старший, ромбів – вищий командний та начальницький склад. Командир армії, як представник своєї службової категорії, мав за знаки розрізнення по чотири ромби на кожній з петлиць. 

### Військове звання в 1935-1940 роках
Введено Постановою ЦВК СРСР і СНК СССР від 22 вересня 1935 року «Про введення персональних військових звань начальницького складу РСЧА», скасовано Указом Президії Верховної Ради СРСР від 7 травня 1940 року «О встановленні військових звань вищого командного складу Червоної армії». При введенні цього військового звання у 1935 році воно було присвоєне 10 воєначальникам. Через три роки всі вони були розстріляні.
Наприкінці 30-х років, у зв'язку із зростанням чисельності РСЧА зросла й кількість командармів 2 рангу (21 особа до червня 1940). При введенні генеральських звань у 1940 році більшість командармів 2 рангу (12 осіб) отримала звання генерал-лейтенантів, деякі — і вищі звання (7 — генерал-полковники і 2 — генерали армії).
Військовому званню командарм 2-го рангу відповідав ряд інших військових звань — флагман флоту 2-го рангу, армійський комісар 2-го рангу, армінженер, армінтендант, армвоєнюріст, армлікар, армветлікар. Званню командарма 2-го рангу у 1935–1940 роках відповідало спеціальне звання комісара держбезпеки 2-го рангу.
Постановою ЦВК СРСР і СНК СССР від 20 листопада 1935 «О затвердженні осіб вищого командного і начальницького складу РСЧА у військових званнях» затверджені у військовому званні командарм 2 рангу:
- Дибенко Павло Юхимович — командувач військами Приволзького військового округу
- Левандовський Михайло Карлович — командувач військами Закавказького військового округу
- Дубовий Іван Наумович — командувач військами Харківського військового округу
- Федько Іван Федорович — командувач Приморською групою військ Особливої Червонопрапорної Далекосхідної армії
- Корк Август Іванович — начальник Військової академії РСЧА імені М. В. Фрунзе
- Каширін Микола Дмитрович — командувач військами Північно-Кавказького військового округу
- Седякін Олександр Гнатович — заступник начальника Генерального штабу РСЧА
- Алксніс Яків Іванович — начальник Управління повітряних сил РСЧА
- Халепський Інокентій Андрійович — начальник Автобронетанкового управління РСЧА
- Вацетіс Іоаким Іоакимовіч — знаходився у розпорядженні Народного комісара оборони СРСР.

## Співвідношення
| Рід військ                                      | Відповідне звання / посада |
| Командний склад                                 | Командний склад |
| ----------------------------------------------- | --- |
| Народний комісаріат внутрішніх справ            | Комісар державної безпеки 2-го рангу, введене постановою ЦВК та РНК СРСР від 7 жовтня 1935 року (військовослужбовці прикордонних та внутрішніх військ НКВС мали військові звання, які вживалися в РСЧА) Директор міліції |
| Військово-морський флот                         | Флагман флоту 2-го рангу |
| Начальницький склад                             | |
| сухопутні війська та ВПС                        | Армінженер |
| ВМФ                                             | Інженер-флагман флоту |
| військово-політичний склад усіх родів військ    | Армійський комісар 2-го рангу |
| військово-господарський склад усіх родів військ | Армінтендант |
| військово-юридичній склад усіх родів військ     | Армвоєнюрист |
| військово-медичний склад усіх родів військ      | Армлікар |
| військово-ветеринарний склад усіх родів військ  | Армветлікар |

## Знаки розрізнення
Знаками розрізнення вищого командувача складу РСЧА були позначені на петлицях  з золотим кантом у вигляді металевих емальованих ромбів, а також у вигляді галунних кутів на рукавах.
Знаками розрізнення командарма другого рангу були чотири ромби у петлицях, як у командармів 1-го рангу, але на відміну від них — без зірки над ромбами. На рукаві був шеврон у вигляді чотирьох золотих галунних кутів (у командармів першого рангу один широкий галунний кут з золотою зіркою над ним).
Слід зауважити, що знаки розрізнення вищого керівного складу РСЧА зразку 22 вересня 1935 року, майже повторювали (за винятком маршалів Радянського Союзу та командармів першого рангу) знаки розрізнення командно-стройових посад зразку 20 червня 1924. До введення персональних звань по чотири ромби на петлицях  носили представники вищого керівного складу 14-ї категорії, на посадах: командувача військами військового округу, армії, фронту, також члени РВС округу. Золоті канти на петлицях, як і кути на рукавах до 1935 року не використовувалися. 
Знак розрізнення у вигляді чотирьох ромбів, використовувався для позначення посади «командир окремої армії» з 1922 року.
Командарми 2-го рангу берегової оборони та морської авіації носили форму військово-морських сил (РСЧФ). Знаки розрізнення розташовувалися на рукавах у вигляді смуг з золотої галунної стрічки, як і у старшого корабельного командного складу флоту. Відмінність була в тому, що просвіти між смугами були темно-брунатного (берегова оборона) чи блакитного (морська авіація) кольору, а у командного складу були кольору мундиру.
У командарма 2-го рангу ВМФ знаки розрізнення аналогічні флагману флоту 2-го рангу, чотири смуги на рукаві: одна широка смуга вище якої три середні; між смугами була облямівка військового кольору (блакитна чи темно-брунатна).

## Список командармів 2-го рангу
- 20.11.1935 — Алксніс Яків Іванович (1897–1938), розстріляний
- 20.11.1935 — Вацетіс Іоаким Іоакимовіч (1873–1938), репресований
- 20.11.1935 — Дубовий Іван Наумович (1896–1938), репресований
- 20.11.1935 — Дибенко Павло Юхимович (1889–1938), репресований
- 20.11.1935 — Каширін Микола Дмитрович (1888–1938), репресований
- 20.11.1935 — Корк Август Іванович (1887–1937), репресований
- 20.11.1935 — Левандовський Михайло Карлович (1890–1938), репресований
- 20.11.1935 — Седякін Олександр Гнатович (1893–1938), репресований
- 20.11.1935 — Федько Іван Федорович (1897–1939), підвищений в званні до командарма 1 рангу, репресований
- 20.11.1935 — Халепський Інокентій Андрійович (1893–1938), репресований
- 10.06.1937 — Великанов Михайло Дмитрович (1893–1938), репресований
- 10.06.1937 — Кулик Григорій Іванович (1890–1950), підвищений у званні до командарма 1 рангу, став Маршалом Радянського Союзу, пізніше неодноразово знижувався в званнях, репресований, розстріляний
- 28.07.1937 — Тимошенко Семен Костянтинович (1895–1970), підвищений у званні до командарма 1 рангу, став Маршалом Радянського Союзу
- 22.02.1938 — Локтіонов Олександр Дмитрович (1893–1941), перейменований у генерал-полковника, репресований
- лютий 1939 — Захаркін Іван Григорович (1889–1944), перейменований у генерал-лейтенанта, потім генерал-полковник
- лютий 1939 — Єфремов Михайло Григорович (1891–1942), перейменований у генерал-лейтенанта, загинув на фронті
- лютий 1939 — Ковальов Михайло Прокопович (1897–1967), перейменований у генерал-лейтенанта, потім генерал-полковник
- лютий 1939 — Курдюмов Володимир Миколайович (1895–1970), перейменований у генерал-лейтенанта
- лютий 1939 — Смородінов Іван Васильович (1894–1953), перейменований у генерал-лейтенанта, потім генерал-полковник
- лютий 1939 — Апанасенко Йосип Родіонович (1890–1943), перейменований у генерал-полковника, підвищений до генерала армії, загинув на фронті
- лютий 1939 — Городовиков Ока Іванович (1879–1960), перейменований у генерал-полковника
- лютий 1939 — Конєв Іван Степанович (1897–1973), перейменований у генерал-лейтенанта, потім Маршал Радянського Союзу
- лютий 1939 — Качалов Володимир Якович (1893–1941), перейменований у генерал-лейтенанта, загинув на фронті, посмертно звинувачений у зраді, сім'я репресована, реабілітований у 1953 році
- лютий 1939 — Калінін Степан Адріанович (1890–1975), перейменований у генерал-лейтенанта, репресований у 1944 році
- лютий 1939 — Тюленєв Іван Володимирович (1892–1978), перейменований у генерала армії
- лютий 1939 — Хозін Михайло Семенович (1896–1979), перейменований у генерал-лейтенанта, потім генерал-полковник
- лютий 1939 — Штерн Григорій Михайлович (1900–1941), перейменований у генерал-полковника, репресований
- лютий 1939 — Яковлєв Всеволод Федорович (1895–1974), перейменований у генерал-лейтенанта
- 7 грудня 1939 — Болдін Іван Васильович (1892–1965), перейменований у генерал-лейтенанта, потім генерал-полковник
- 16 січня 1940 — Ґрендаль Володимир Давидович (1884–1940), перейменований у генерал-полковника
- лютий 1940 — Мерецков Кирил Панасович (1897–1968), перейменований у генерала армії, потім Маршал Радянського Союзу
- березень 1940 — Воронов Микола Миколайович (1899–1968), перейменований у генерал-полковника
- березень 1940 — Павлов Дмитро Григорович (1897–1941), перейменований у генерал-полковника, потім генерала армії, репресований, розстріляний
- 4 квітня 1940 — Смушкевич Яків Володимирович (1900–1941), перейменований у генерал-лейтенанта, репресований

## Галерея

Петлиця командарма другого рангу для шинелі
Петлиця командарма другого рангу на гімнастерку
Нарукавний шеврон командарма другого рангу з 3 грудня 1935
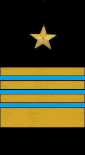
Нарукавний знак розрізнення командарма 2-го рангу Морської авіації ВМФ, 1935-1940.
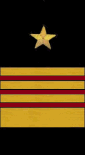
Нарукавний знак розрізнення командарма 2-го рангу Берегової оборони ВМФ, 1935-1940.
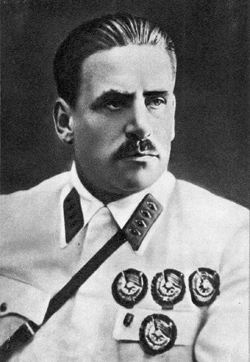
Командувач Особливої Червонопрапорної далекосхідної армії Блюхер В.К. у 1930 році. Знаки розрізнення на петлицях вказують лише на посаду військовика